# Karl Lieffen
Karl Lieffen, de son vrai nom Carel František Lifka (né le 17 mai 1926 à Ossegg, Tchécoslovaquie, et mort le 13 janvier 1999 à Starnberg) est un acteur allemand.

## Biographie
Ce fils d'un contremaître mineur et d'une cuisinière bohémienne reçoit à douze ans une bourse d'études de musique à Brunswick, où il suit des cours de théâtre. Il fait une autre formation à l'école de musique de Bückeburg. Après la Seconde Guerre mondiale, il fait ses débuts au théâtre à Fribourg-en-Brisgau. Il a des engagements à Wiesbaden, Munich et Francfort. Il joue sous la mise en scène de Bertolt Brecht, Fritz Kortner ou Hans Schweikart. Jusqu'en 1975, il fait partie de l'ensemble du Bayerisches Staatsschauspiel.
Mais il gagne sa popularité au cinéma et à la télévision dans des rôles comiques. Karl Lieffen joue plus de deux cents rôles au cinéma et à la télévision. Il tient son dernier rôle en 1998 dans un épisode d'Inspecteur Derrick.

## Filmographie

### Cinéma
| - 1949 : Begegnung mit Werther - 1956 : L'Étudiant pauvre - 1957 : UB 55, corsaire de l'océan (de) - 1957 : Eva küßt nur Direktoren - 1958 : Ein Lied geht um die Welt - 1958 : Wir Wunderkinder - 1958 : Mikosch, der Stolz der Kompanie - 1959 : Nick Knattertons Abenteuer (de) - 1959 : Un jour qui ne finira plus (de) - 1959 : Les Mutins du Yorik - 1959 : L'Amour, c'est mon métier - 1959 : Das schöne Abenteuer - 1959 : Melodie und Rhythmus - 1959 : Ein Mann geht durch die Wand - 1960 : Die Brücke des Schicksals - 1960 : Conny und Peter machen Musik - 1960 : Der Schleier fiel… - 1960 : Eine Frau fürs ganze Leben (en) - 1960 : Agatha, laß das Morden sein! - 1961 : Toller Hecht auf krummer Tour | - 1961 : Die Ehe des Herrn Mississippi - 1961 : Un, deux, trois - 1962 : Verrückt und zugenäht - 1963 : Les Pirates du Mississippi - 1963 : The Waltz King - 1963 : Piccadilly minuit douze - 1966 : L'Espion - 1967 : Le Valet de carreau - 1967 : Les Violences de la nuit - 1968 : Heidi - 1969 : Josefine, das liebestolle Kätzchen - 1969 : Secteur interdit (en) (Die Engel von St. Pauli) - 1972 : Mensch ärgere dich nicht - 1978 : Götz von Berlichingen mit der eisernen Hand - 1983 : Die wilden Fünfziger - 1983 : Laß das – ich haß' das - 1985 : Nägel mit Köpfen - 1985 : Otto – Der Film - 1995 : Rudy - 1995 : Rohe Ostern |

### Télévision
| - 1955 : Feuerwerk - 1960 : Es ist soweit - 1961 : Die Sendung der Lysistrata - 1964 : Stunden der Angst - 1965 : Die Katze im Sack - 1966 : Adrian der Tulpendieb - 1968 : Das Kriminalmuseum : Das Goldstück - 1968–1973 : Dem Täter auf der Spur (série) - 1971 : Tatort: Frankfurter Gold - 1973 : Lokaltermin: Der Punkt auf dem I - 1973 : Der rote Schal - 1974 : Inspecteur Derrick : Le Chemin à travers bois - 1974 : Madame Pompadour - 1975 : Tadellöser & Wolff - 1976 : Zwickelbach & Co. (série) - 1977 : Inspecteur Derrick : L'Imposture - 1977 : Le Renard : La Paie - 1978 : Eine seltsame Bescherung - 1979 : Der ganz normale Wahnsinn | - 1981 : Der Wald - 1982 : Rom ist in der kleinsten Hütte (série) - 1982 : Inspecteur Derrick : Imprudence - 1985 : Oliver Maass (série) - 1986 : Irgendwie und Sowieso (de) (série) - 1986 : Kir Royal (de) (série) - 1986 : Schloßherren (série) - 1988 : Großstadtrevier: Das Tagebuch - 1988 : War and Remembrance - 1991 : Rothenbaumchaussee - 1992 : Der Millionenerbe - 1992 : Die Männer vom K3 : Halali für einen Jagdfreund - 1993 : Mein Mann ist mein Hobby - 1993 : La Joyeuse tribu (de) (série) - 1994 : Lutz & Hardy (série) - 1996 : Inspecteur Derrick : Appartement 416 - 1998 : Inspecteur Derrick : Le Grand jour |